# Дениз, Атийе
Атийе Дениз (тур. Atiye Deniz; род. 22 ноября 1988, Бремен) — турецкая поп-певица.

## Биография
Родилась в немецком городе Бремен. С детства мечтала стать певицей, участвовала на многих детских музыкальных фестивалях в Германии. Свободно владеет турецким, английским, немецким, нидерландским и французским языками.

## Творчество
С шести лет Атийе Дениз играет на рояле и дарбуке, профессионально танцует и является хореографом своих клипов и концертных выступлений.
В 2006 Атийе получила музыкальную награду Kral TV в номинации «лучший женский дебют года», в 2007 выпустила свой первый альбом Gözyaşlarım (рус. Мои слёзы).
24 марта 2009 звукозаписывающая компания Sony Music Entertainment издала второй альбом певицы, названный просто Atiye. Первый сингл с этого альбома, «Muamma» (рус. Загадка), достиг 5-го места в хит-параде Türkiye Top 20 журнала Billboard Türkiye. Песня «Salla» была выпущена в качестве второго сингла, который поднялся до 3-й строчки хит-парада. Газета Hürriyet поместила Atiye в свой список десяти лучших турецких альбомов 2009 под номером 8.

## Дискография

### Студийные альбомы
- 2007 — Göz yaşlarım (Мои слёзы)
- 2009 — Atiye
- 2011 — Budur
- 2013 — Soygun Var
- 2022 — Deli İşi